# 국군서울지구병원
국군서울지구병원(國軍서울地區病院)은 서울특별시 종로구에 위치한 국군의무사령부 산하의 국군병원이며 이 때는 국군보안사령부와 함께 있었다.

## 연혁[2]
- 1971년 9월 20일 국군수도병원이 이전하고 남은 자리에 국군수도통합병원의 분원 설치
- 1978년 국군서울지구병원으로 승격
- 1979년 10.26 사태로 대통령 시신을 운구 했다.

## 진료과목
내과, 신경과, 외과, 정형외과, 신경외과, 마취통증의학과, 산부인과, 소아청소년과, 안과, 이비인후과, 피부과, 비뇨기과, 영상의학과, 병리과, 가정의학과, 응급의학과, 구강악안면외과, 치과보철과, 치주과, 치과보존과, 침구과

## 폐지
국군서울지구병원을 폐지가 거론된적이 있었다. 그러나 폐지를 가장 강력하게 반대한 곳은 대통령경호처이며 당연할 수밖에 없는 것이 국가원수의 건강 상태는 국가기밀 중의 기밀이며 국가원수의 건강 상태가 외부에 알려지게 되면 국가 안보에 치명적인 영향을 줄 수 있기 때문이다. 군병원도 엄연한 군부대이므로 외부인의 출입이 까다로운 만큼 보안 문제에 있어 큰 이점이 있다. 국가원수가 입원하는 사태가 발생할 경우 즉각 모든 문을 닫고 경계병력을 많이 늘리거나 민간병원으로 가도 경호 문제가 어떻게 해결된다고 하더라도,곧바로 기자들은 뉴스 특보로 며칠이건 계속 TV에 나오도록 할것이고 미국, 중국, 러시아, 일본 등 수많은 외국 뉴스에도 나올것이고 정보기관에서 테러,해킹 같은 공격을 시작하고 북한도 가만히 있을 리 없다. 국가 안보에 심각한 위험이 될 것이다. 외부와 철저히 격리할 수 있는 국가원수 전용 의료시설이 반드시 필요한 이유이다. 대통령이 입원하게 되는 병원에 이미 들어와 있던 수백, 수천 명의 민간인 환자들에게 엄청난 민폐가 되는 문제도 있다.